# Кызылтепа (Кашкадарьинская область)
Кызылтепа (узб. Qiziltepa / Қизилтепа) — посёлок городского типа, расположенный на территории Камашинского района Кашкадарьинской области Республики Узбекистан. Статус посёлка городского типа с 2009 года. Рядом проходит трасса M39. В посёлке две школы и дом культуры.   